# Шевченко Лідія Іванівна
Лідія Іванівна Шевченко (1936, село Костянтинівка, тепер смт. Краснокутського району Харківська область) — українська радянська діячка, доярка радгоспу «Кутузівка» Харківського району Харківської області. Герой Соціалістичної Праці (22.03.1966). Депутат Верховної Ради СРСР 7—8-го скликань.

## Життєпис
Народилася 1936 року в селянській родині. Під час німецько-радянської війни була вивезена разом із матір'ю до Німецького рейху. Після закінчення війни повернулася на Харківщину. Батько загинув на фронті.
Освіта середня: закінчила в 1954 році середню школу і у 1955 році річну школу тваринництва в Лозівському районі Харківської області.
У 1955—1959 роках — бригадир по догляду великої рогатої худоби, доярка і свинарка радгоспу «Червона хвиля» Великобурлуцького району Харківської області. У 1959—1960 роках — доярка радгоспу «Червона Армія» Харківської області.
У 1960—1961 роках — завідувач молокоприймального пункту радгоспу імені ХІІ партз'їзду Харківського району Харківської області.
З 1961 року — доярка радгоспу «Кутузівка» села Циркуни Харківського району Харківської області. У 1965 році від кожної з 12 закріплених за нею корів надоїла по 5 260 кілограмів молока.
Член КПРС з 1966 року.

## Нагороди
- Герой Соціалістичної Праці (22.03.1966)
- орден Леніна (22.03.1966)
- медалі